# モバイルWi-Fiルーター
モバイルWi-Fiルーター（モバイル ワイファイ ルーター）とは、インターネット用にモバイルブロードバンド回線への接機能を備えた無線LAN機器用の可搬型ルーターである。一般にモバイルルーターとも呼ばれるほか、ソフトバンクの登録商標である、Pocket WiFi（ポケット ワイファイ）と同義である。

## 概要
モバイルWi-Fiルーターは、移動を容易にした小型の、ルーターと無線LANアクセスポイントの複合製品である。商用電源からの継続的な電源供給を望めない移動しながらのインターネット利用といった使途を想定しており、多くの機器で二次電池を内蔵している。
LAN側インターフェイス
無線LANにおける接続互換性がWi-Fi規格にて確保されている。
WAN側インターフェイス
モバイルWiMAXや携帯電話、PHS、他の公衆無線LANなどの無線WANへ電波を用い直接ネットワーク接続するものの他に、自らは無線WANへの接続機能は持たずに有線接続などによって外部機器（代表的には携帯電話機）経由で無線WANに接続するものの2種類に大別できる。
無線WANへ直接接続する製品は、無線WANの回線を提供する事業者が指定するISPに固定される（単一事業者とは限らない）。このため、回線契約とともに端末を抱き合わせ販売されることも多いが、特定の事業者に紐つけされていない（いわゆるSIMフリー）端末も存在し、この場合は別途、事業者と回線契約をすることになる。また、有線接続する製品は接続対象の無線WAN機器が限定されるため、準じてISPが限定される。
従来は、屋外や移動中にネットワークへ接続するには、ノートパソコンなどをPCカードやコンパクトフラッシュカード、ExpressCard、USB接続の外部機器などを使って行うのが一般的であった。しかし、無線LAN機能を備えた携帯型ゲーム機や情報機器類（例えば、ニンテンドー3DSやPSP、iPod touchやiPad）が登場して普及するに従い、公衆無線LAN環境が無い場所でも、これらをブロードバンドインターネット接続をする装置が求められるようになり、無線LAN通信機器メーカーや携帯電話端末メーカーにより、モバイルWi-Fiルーターが作られるようになった。
モバイルWi-Fiルーターを用いれば、複数の機器を同時に、しかもケーブル接続の煩わしさもなく、ネットワーク接続できるため、利便性が高くなる（例えば携帯型情報機器と無線端末装置とを、単純にUSB接続によって結ぶだけでは、1つの機器だけがネットワークに接続できるだけである）。また、無線接続に伴う課金コストも、複数台を別々に接続するよりは（条件次第で）軽減が期待できる。
また、モバイルデータ通信に対応しているスマートフォン等のモバイル端末においては、モバイルデータ通信よりもWi-Fi接続で通信したほうがモバイル端末のバッテリー消費を抑えられるとされており、モバイルWi-Fiルーターを使用する事でモバイル端末のバッテリー消費軽減も期待できる。

## 日本で発売されたモバイルWi-Fiルーター

### メーカーブランドの端末

#### 無線LAN単体タイプ
- 各社LTE・3G対応機器との組み合わせでつかうタイプ
  - PHS300 - CradlePoint製。イー・モバイル製各種端末との組み合わせで使う。
  - CMR-250 - コヴィア・ネットワークス製。各社3Gデータ端末との組み合わせで使う。
  - クティオ（RS-LJ01） - ネットインデックス製で、インターネットイニシアティブが販売。各社3Gデータ端末との組み合わせで使う。
  - DCR-G54/U - アイ・オー・データ機器製。各社3G・PHSデータ端末との組み合わせで使う。
- UQ WiMAX対応機器
  - URoad-5000 - シンセイコーポレーション製。同社MW-U2510との組み合わせで使う。
  - WMX-GW02A - アイ・オー・データ機器製。同社WMX-U01との組み合わせで使う。

#### 無線WAN内蔵タイプ
いずれも通信事業者のSIMカードとの組み合わせでつかうタイプ。利用可能な通信事業者や通信バンドについては別途確認が必要。
- - MR01LN - NEC製。対応帯域はLTE（B1）、W-CDMA（B1/6）。
  - MR02LN - NEC製。MR01LNの後継機。小型化・バンド拡大が図られた。
  - MR03LN - NEC製。MR02LNの後継機。Bluetoothテザリング（PAN）に対応。
  - MR04LN - NEC製。MR03LNの後継機。デュアルSIM・LTE-Advancedに対応。
  - MR05LN - NECプラットフォームズ製。MR04LNの後継機（2016年9月1日発売[2]）。Carrier Aggregationに対応。
  - E5377 - 華為技術（Huawei）製。
  - E5383 - 華為技術（Huawei）製。
  - DWR-PG - バッファロー製、通称：Portable Wi-Fi。NTT-BPとの共同開発。バッファローのメーカーブランドで、ドコモブランドではない。

### 通信事業者から発売される機種
携帯電話/PHS/WiMAXキャリアごとに整理して記す（順序は移動体通信事業者・仮想移動体通信事業者（専業）・他の順）。なお、★印はSIMフリー端末。
- NTTドコモ
  - バッファローのDWR-PG（前項参照）の同等機種。
    - BF-01B - NTTドコモブランドでの発売。
    - PWR-100D - NTT東日本ブランドでの発売。通称：光ポータブル。
    - PWD-100F★ - PWR-100DのSIMフリー版。

  - HW-01C - ファーウェイ製。
  - L-01G - LG電子製。
  - N-01J - NEC製。
  - L-04D - LG電子製。
- au
  - DATA05 - Wi-Fi WALKER パンテック製。
  - DATA06 - Wi-Fi WALKER ファーウェイ製。
  - DATA08W - Wi-Fi WALKER ファーウェイ製。WIN及びWiMAXの双方に対応。
- ソフトバンク
  - ソフトバンクブランド（旧ソフトバンクモバイルを含む）
    - SoftBank C01HW - ファーウェイ製・E5830のソフトバンクモバイル向け。通称：Pocket WiFi。旧イー・モバイルMVNO回線対応。
    - SoftBank 006Z - ZTE製・旧イー・モバイルMVNO回線およびソフトバンクモバイル1.5GHz回線対応。
    - SoftBank 007Z - ZTE製・下り最大42MbpsのULTRA SPEEDに対応したモバイルWi-Fiルーター。旧イー・モバイルMVNO回線およびソフトバンクモバイル1.5GHz回線対応。

  - Y!mobile
    - 旧イー・モバイル
      - D25HW - ファーウェイ製・E5830のイー・モバイル向け。通称：Pocket WiFi。
      - GP01 - ファーウェイ製・D25HWの後継機。HSPA+対応。通称：Pocket WiFi。
      - GP02 - ファーウェイ製・GP01の後継機。HSPA+及びDC-HSDPAへ対応し、下り42Mbpsでの通信が可能。

    - 旧ウィルコム
      - WS024BF - バッファロー製、W-SIMモデル。通称：どこでもWi-Fi。
      - 007Z - ZTE製・SoftBank 007Zをウィルコムブランドにて再販したもので、下り最大42MbpsのULTRA SPEEDに対応したモバイルWi-Fiルーター。旧イー・モバイルMVNO回線およびソフトバンクモバイル1.5GHz回線対応。なお、SoftBank 007Zとは違い、国際ローミングには非対応。

    - Y!mobile発足後

Y!mobileの3G/4G端末の項を参照されたい。
- UQコミュニケーションズ
  - URoad-7000 - シンセイコーポレーション製。
  - Aterm WM3300 - NECアクセステクニカ製。
  - egg - ソフトアンドハード製。
  - Aterm WM3500R - NECアクセステクニカ製。
  - WMX-GMBA - アイ・オー・データ機器製。
  - URoad-9000 - シンセイコーポレーション製。
- 日本通信
  - b-mobileWi-Fi（BM-MF30）★ - 中興通訊製。
- 複数事業者
  - MiFi★ - Novatel Wireless製。日本ではインターコミュニケーションズ及びa2network（ベリーモバイル）が代理店となっている

## モバイルWi-Fiルーター機能を持った音声端末及びPDA
音声端末の中で、アクセスポイントモードを備えたフィーチャーフォン及びスマートフォンも登場している。なお、●印はスマートフォン、▲印はPDA。

### NTTドコモ
- N-06A
- N-02B
- N-04B
- N-08B
- N-02C
- N-05C
- CA-01C
- P-05C
- F-06B
- F-01C
- F-09C
- F-02D
- F-04D
- F-01E
- F-07F
- SH-01C
- SH-09C
- SH-10C
- SH-03D
- L-06C●▲ - 但し、spモード利用時のみ可能。mopera U利用時は利用不可。

### au
Wimax対応のスマートフォン、auでは+WiMAX（プラスワイマックス）対応として扱っている機種全てにモバイルWi-Fiルーター機能が搭載され、3G回線及びWimax回線のどちらでも利用が可能。
- ISW11HT● - WIN及びWiMAXの双方に対応。
- ISW11F● - 同上
- ISW11K● - 同上
- ISW12HT● - 同上
- ISW11M● - 同上
- ISW11SC● - 同上
- ISW13HT● - 同上
- ISW13F● - 同上
- ISW16SH● - 同上
- URBANO PROGRESSO（KYY04）● - 同上

### イー・モバイル
- S31HT●
- S31HW●